# Майдан Незалежності (Суми)
Майда́н Незале́жності — центральна площа міста Сум, названа на честь Незалежності України, адміністративний центр обласного центру. Це найбільший втілений у життя проєкт міської реконструкції у середмісті Сум у радянський час.

## Розташування і опис
Майдан розташований між центральною пішохідною вулицею Соборною і набережною річки Стрілки. Центральна (адміністративна) частина майдану є закритою для транспорту. Площа в сучасному вигляді виникла після II Світової війни, разом зі зведенням монументальної споруди будівлі теперішніх обласних ради і держадміністрації. 
Сумський майдан Незалежності — це повністю архітектурний новотвір 1970—1980-х років, і став найбільшим реалізованим містобудівним проєктом у сумському середмісті за СРСР. Попри існуючу розбіжність думок щодо архітектурної цінності майдану в зв'язку з неминучим порушенням історичної об'ємно-просторової композиції міста, зміщення акцентів і домінант у міському центрі, стилістичну суміш тощо, вартим уваги є той факт, що майдан навіть у реконструйованному вигляді частково зберіг історичну забудову, причому це перший міський храм і найдавніша кам'яниця міста — Свято-Воскресенська церква, а загальний вигляд площі в цілому виявився оригінальним і зрештою унікальним.

## Історія
Власне теперішній майдан Незалежності, будучи осучасненим, розташований в історичному серці Сум — на місці колишньої Сумської фортеці. Однак старовину на майдані репрезентує фактично лише комплекс Свято-Воскресенського собору (нині кафедральний УПЦ КП), що складається з першої сумської кам'яниці — власне Воскресенської церкви, зведеної в 1702 році на сімейні кошти Андрія Кондратьєва, та дзвіниці (1906). Архітектурно-планувальною особливістю Воскресенської церкви є її двоярусність — нижній храм був освячений в ім'я Андрія Первозваного, небесного заступника Андрія Кондратьєва, верхній — в ім'я Воскресіння Господнього. 
Іван Андрійович Кондратьєв, онук Герасима Кондратьєва, що успадковував полковництво у Сумах після загибелі Андрія Кондратьєва при поваленні булавінського повстання на Дону, зустрічав у грудні 1708 року в Сумській фортеці російського царя Петра I, який прожив тут більше місяця, відсвяткував Новий рік (1709), приймав у фортеці парад російських військ.
Історично на місці сучасного майдану Незалежності були ряд вулиць і площ — таке планування зберігалось ще у XIX — перших десятиліттях XX століття. Так, комплекс Воскресенського собору, обнесений невисокою огорожею, займав острівне положенні на Петрівському майдані, а на місці сучасної будівлі райдержадміністрації була Миколаївська вулиця.
Після Другої світової війни постало питання про впорядкування центральної частини Сум, і фактичне створення сучасного адміністративного центру міста. Відтак, у 1970 році був закладений ансамбль центральної площі. Його архітектурне рішення ґрунтувалося на контрасті: горизонтальному членуванню дугоподібного адміністративного будинку обласних організацій (1979, нині приміщення обласної державної адміністрації та міської Ради) були протиставлені вертикальні лінії висотного центрального міського готелю «Суми» (1980). Обидві споруди виконані за проєктом харківського архітектора Ольги Абрамівни Вірченко і є пам'ятками архітектури XX століття. Створення нового адміністративного центру завдало втрат архітектурно-містобудівній спадщині цієї зони Сум: було знесено всю вулицю Миколаївську з цінними історичними будівлями.
Нова центральна площа Сум дістала традиційну в СРСР для головних майданів населених пунктів назву — площа Леніна. Для закріплення цього в 1982 році в центрі майдану був встановлений пам'ятник Леніну.
Сучасну назву — Майдан Незалежності — площа дістала після здобуття Україною Незалежності (1991), а в 2001 році тут був демонтований пам'ятник Леніну.
Нині сумський Майдан Незалежності є адміністративним центром міста, він використовується для проведення офіційних святкових та інших урочистих церемоній, зокрема і на День Незалежності України; нерідко також сумський «Майдан» ставав ареною народних демонстрацій і протестів, зокрема, у 2000-х тут розгорталися сумські події Помаранчевої революції (кінець 2004 — початок 2005 року), акції протесту проти Податкового кодексу (кінець 2010 року) тощо.

## Транспорт
Адміністративна частина сумського Майдану Незалежності є пішохідною, будучи ніби продовженням (власне закінченням, своєрідним «мішком») головної, теж пішохідної, вулиці міста — Соборної, натомість частину з Воскресенською церквою обернено на своєрідний паркінг, чому сприяє також близькість Сумського центрального РАГСу, внаслідок чого найстаріша церква і кам'яниця звідусіль заставлена автомобілями. А по буднях узагалі відчувається певний дисонанс — навколо старовинного храму стоять машини, а величезна «кам'яна» площа є цілком порожньою.

## Об'єкти на площі

Сумська обласні рада і державна адміністрація та міськрада

На Майдані Незалежності в Сумах розташована низка важливих об'єктів життєдіяльності міста та його людей:
- № 1 — готель «Суми»[4]: нині практично не функціонує як готель, являє бізнес-центр, у якому приміщення орендуються під офіси численними фірмами і компаніями;
- № 2 — Сумська обласна державна адміністрація[5], Сумська обласна рада[6], Сумська міська рада[7];
- № 3 — Будинок профспілок: тут працюють численні галузеві профспілки[8];
- № 8 — Сумський Центральний РАГС[9];
- № 15 — сучасний готельний комплекс «Воскресенський»: 28 номерів, ресторан і бенкетна зала, невеликий конференц-зал[10], один з найкращих у місті;
- № 19 — Свято-Воскресенський кафедральний собор (УПЦ КП).

## Галерея

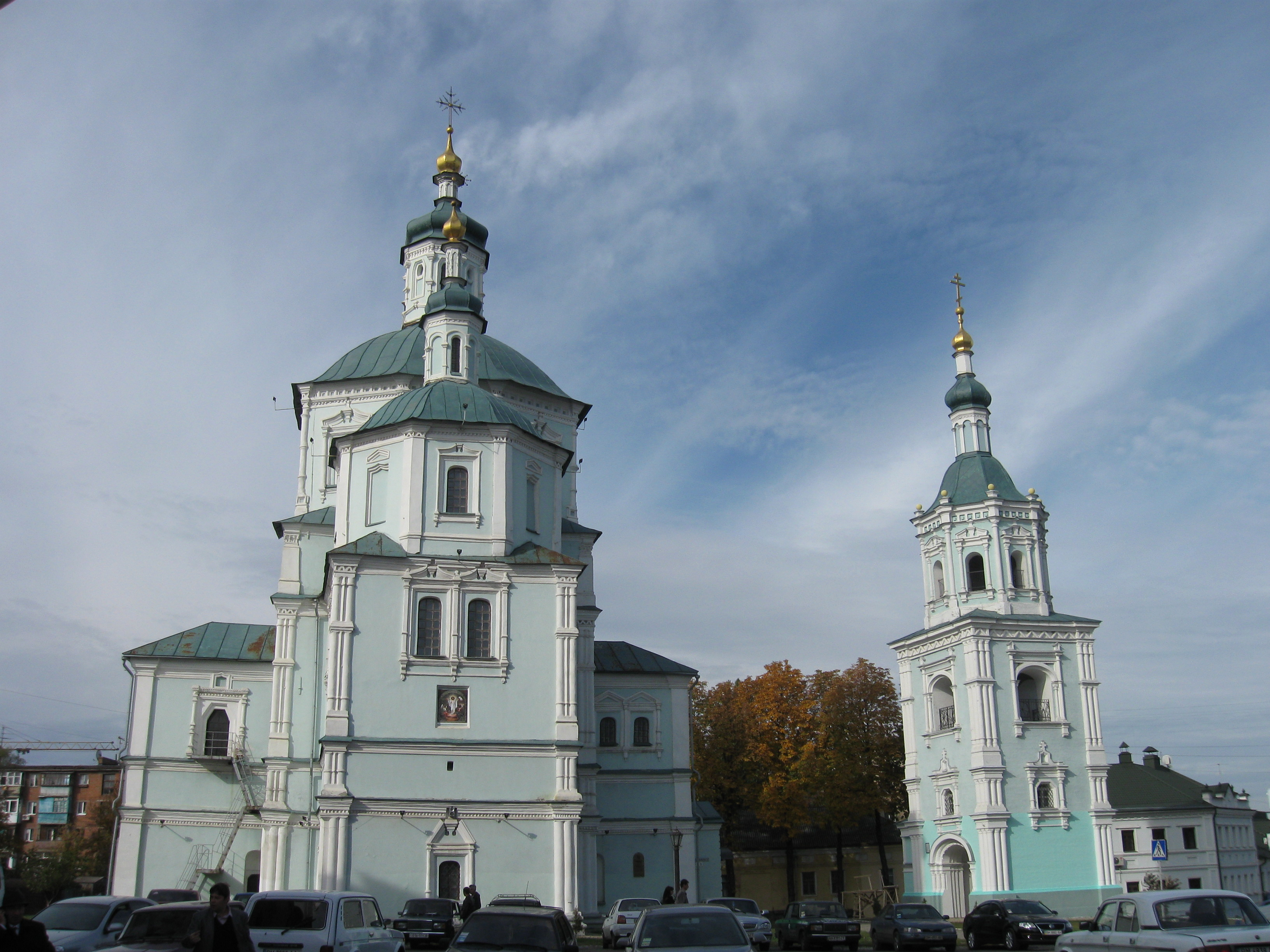
Свято-Воскресенський кафедральний собор (УПЦ КП) з дзвіницею
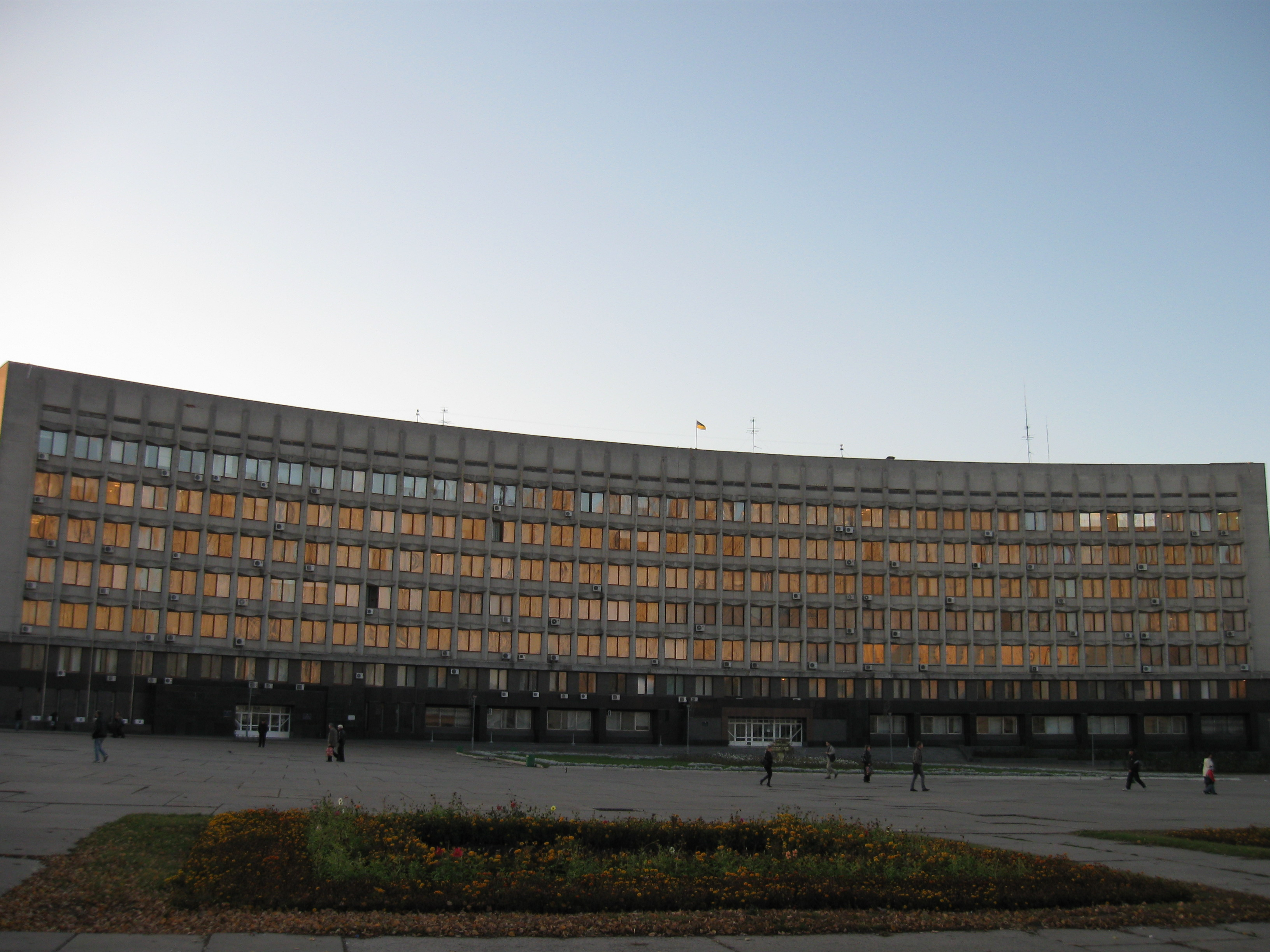
Будівля облдержадміністрації, жовтень 2009 року
Облдержадміністрація зимової ночі (2011)